# Marian Szczepanik
Marian Marek Szczepanik – polski immunolog, profesor nauk medycznych, autor ponad stu pięćdziesięciu publikacji w recenzowanych czasopismach naukowych, kierownik Katedry Biologii Medycznej w Instytucie Pielęgniarstwa i Położnictwa na Wydziale Nauk o Zdrowiu Collegium Medicum Uniwersytetu Jagiellońskiego.

## Życiorys
W 1994 uzyskał stopień doktora nauk medycznych na podstawie pracy Funkcja immunoregulacyjna limfocytów gd w reakcji nadwrażliwości kontaktowej u myszy, której promotorem był Włodzimierz Ptak. W 1999 uzyskał stopień doktora habilitowanego, a w 2007 tytuł profesora nauk medycznych. Był promotorem siedmiu prac doktorskich.

## Książki
- Podstawy immunologii (wraz z Włodzimierzem Ptakiem i Marią Ptak); 1987 (wyd. Państwowy Zakład Wydawnictw Lekarskich), 1999 (Wydawnictwo Uniwersytetu Jagiellońskiego), 2009, 2017, 2021 (Wydawnictwo Lekarskie PZWL)

## Nagrody
- Tempus Research Grant (1998)[2]
- Nagroda Ministra Edukacji Narodowej (1999)[2]
- Research Grant from Kosciuszko Foundation (2000)[2]
- Nagroda im. Profesora Tadeusza Browicza (2000)[2]
- Nagroda Polskiej Akademii Nauk (2003)[2]
- Nagroda Ministra Zdrowia (2009)[2]
- Nagroda Rektora Uniwersytetu Jagiellońskiego I stopnia (2010)[2]
- Nagroda Rektora UJ I stopnia (2012)[2]
- Nagroda Rektora UJ I stopnia (2013)[2]
- Nagroda za działalność naukową przyznana przez Prorektora Collegium Medicum UJ (2015)[2]
- Nagroda Zespołowa Rektora UJ (2018)[2]
- Nagroda Rektora UJ za całokształt dorobku oraz za osiągnięcia naukowe (2019)[2]
- Laur Jagielloński w dziedzinie nauk medycznych (2021)[2]